# Municipio de Zautla
El municipio de Zautla es uno de los 217 municipios que integran el estado mexicano de Puebla. Se localiza al noreste de Puebla de Zaragoza, en el piedemonte de la Sierra Norte de Puebla. Su cabecera es la localidad de Zautla.

## Historia
En tiempos Precuauhtemotzinos se habla de un cacique llamado Zautic, que residió cerca de ese lugar, habitado por totonacos y otomíes que se dedicaba a explotar unas minas de Cozicteocuitlatl y de Iztacteocuitlatl (Oro y Plata); que desaparecieron a la llegada de los españoles.
Las tribus totonacas y otomies eran tributarias de Texcoco.
En lo que actualmente es la Junta Auxiliar de San Miguel Tenextatiloyan se elaboran ollas de barro desde esa época.  
Perteneció al antiguo Distrito de San Juan de los Llanos. En 1895 se constituyó en Municipio Libre. 

## Toponimia
Zautla es un topónimo de origen náhuatl. Deriva de las palabras tzáhuitl=hilar y -tlan=desinencia locativa. Por lo tanto, puede traducirse como Lugar de los hilanderos o tejedores.

## Geografía
El municipio forma parte de la región económica II de Teziutlán, que corresponde al oriente de la Sierra de Puebla. Limita al norte con el municipio de Xochiapulco; al este, con Zacapoaxtla, Zaragoza y Tlatlauquitepec; al sur, con Cuyoaco e Ixtacamaxtitlán; y al noroeste con Tetela de Ocampo. La superficie de este municipio es de 274,27 km². El oriente  del municipio forma parte de la unidad geomorfológica del talud austral de la Sierra de Puebla, y el resto del municipio se encuentra marcado precisamente por la presencia de esta cadena montañosa que constituye el extremo sur de la Sierra Madre Oriental. El punto más alto del municipio es el cerro Xantel, con más de 2900 m s. n. m.; en tanto que en el valle del Apulco, no rebasa los 1200 m s. n. m. Los ríos que recorren Zautla, entre los que el más importante es el río Apulco, forman parte de la cuenca del río Tecolutla, que desagua en el golfo de México.

## Clima
El municipio se localiza dentro de la zona de climas templados, se identifican tres climas: el clima templado húmedo con abundantes lluvias en verano, que se presenta en el extremo norte; el clima templado subhúmedo con lluvias de verano, el clima predominante, ocupa la parte meridional del municipio, y el clima templado húmedo con lluvia en verano, que se presenta en una franja latitudinal al norte del municipio.